# Christian Debias
Christian Paul Louis Debias (* 12. Oktober 1946 in Bizerte; † 4. April 2021 in Dakar) war ein französischer Autorennfahrer.

## Karriere als Rennfahrer
Christian Debias war ein erfolgreicher Bergrennfahrer, der eine Vielzahl an Bergrennen gewann und mehrmals französischer Bergmeister wurde. Auf der Rundstrecke gewann er 1975 die Gesamtwertung der französischen Formel-Renault-Meisterschaft. 
Zweimal war Debias beim 24-Stunden-Rennen von Le Mans am Start. Nach einem Ausfall 1978 erreichte er 1980 auf einem Lola T298 den 18. Gesamtrang. 
Christian Debias starb im April 2021 an der Folgen einer zerebrovaskulären Insuffizienz.

## Statistik

### Le-Mans-Ergebnisse
| Jahr | Team                             | Fahrzeug  | Teamkollege   | Teamkollege    | Platzierung | Ausfallgrund |
| ---- | -------------------------------- | --------- | ------------- | -------------- | ----------- | ------------ |
| 1978 | WM A.E.R.E.M Team Esso Aseptogyl | WM P78    | Marc Sourd    | Xavier Mathiot | Ausfall     | Unfall       |
| 1980 | ROC - Société Yacco              | Lola T298 | Michel Dubois | Florian Vetsch | Rang 18     |              |

### Einzelergebnisse in der Sportwagen-Weltmeisterschaft
| Saison | Team          | Rennwagen | 1   | 2   | 3   | 4   | 5   | 6   | 7   | 8   | 9   | 10  | 11  | 12  | 13  | 14  | 15  | 16  |
| ------ | ------------- | --------- | --- | --- | --- | --- | --- | --- | --- | --- | --- | --- | --- | --- | --- | --- | --- | --- |
| 1978   | Welter Racing | WM P78    | DAY | SEB | MUG | TAL | DIJ | SIL | NÜR | LEM | MIS | DAY | WAT | VAL | ROD |     |     |     |
| 1978   | Welter Racing | WM P78    |     |     |     |     | DNF |     |     |     |     |     |     |     |     |     |     |     |
| 1980   | ROC           | Lola T298 | DAY | BRH | SEB | MUG | MON | RIV | SIL | NÜR | LEM | DAY | WAT | SPA | MOS | ROA | VAL | DIJ |
| 1980   | ROC           | Lola T298 |     |     |     |     |     | 18  |     |     |     |     |     |     |     |     |     |     |